# 박봉흠
박봉흠(朴奉欽, 1948년 10월 11일 ~ , 경남 밀양)은 대한민국의 공무원이다.

## 학력
- 1967년 : 경남고등학교 졸업
- 1972년 : 서울대학교 상학 학사
- 1987년 : 듀크대학교 대학원 경제학 석사

## 경력
- 1973년 : 제13회 행정고시 합격
- 1998년 ~ 1999년 : 예산청 예산총괄국장
- 1999년 ~ 2000년 : 국회 예산결산위원회 수석전문위원
- 2002년 2월 ~ 2003년 : 제3대 기획예산처 차관
- 2003년 ~ 2003년 : 제4대 기획예산처 장관
- 2004년 ~ 2004년 : 대통령비서실 정책실장
- 2006년 4월 ~ 2010년 4월 : 금융통화위원회 위원
- 2011년 3월 ~ 2020년 3월 : SK가스 사외이사
- 2012년 3월 ~ 2016년 3월 : 삼성생명 사외이사
- 삼성생명 이사회 의장
- 삼성생명 사외이사후보추천위원회 위원
- 삼성생명 내부거래위원회 위원장
- 2016년 3월 ~ 2019년 3월 : 삼성중공업 사외이사
- 삼성중공업 사외이사후보추천위원회 위원
- 삼성중공업 내부거래위원회 위원
- 2020년 5월 : 미래통합당상임고문

## 수상
- 1993년 : 녹조근정훈장
- 2003년 : 황조근정훈장